# Ariobarzane (satrapo persiano)
Ariobarzane (in greco antico: Ἀριοβαρζάνης?, Ariobarzànes; in latino Ariobarzanes; fine V secolo a.C. – 360 a.C. circa) è stato un satrapo persiano della Frigia ellespontica dal 387 a.C. alla sua crocifissione.

## Biografia
Ariobarzane, satrapo della Frigia ellespontica dal 387, nel 368 a.C. pacificò una rivolta delle poleis greche della costa mediante il suo luogotenente Filisco.
Nel 367 a.C. si ribellò al proprio re Artaserse II e partecipò nel 362 a.C. alla rivolta dei satrapi; alla fine però, abbandonato da tutti, fu imprigionato e poi crocifisso.